# Paraclius discophorus
Paraclius discophorus är en tvåvingeart som beskrevs av Octave Parent 1933. Paraclius discophorus ingår i släktet Paraclius och familjen styltflugor.
Artens utbredningsområde är Bolivia. Inga underarter finns listade i Catalogue of Life.